# The Winning
『The Winning』（ザ ウィニング）は、韓国の女性ソロ歌手IUの6作目のミニアルバム。2024年2月20日にEDAMエンターテインメントから発売された。

## 概要
本作は2021年12月29日発売のデジタルEP「Pieces」以来、約2年1ヶ月ぶりの作品であり、30代になって初めてリリースするアルバムである。
IUがプロデューサーとして楽曲の作業から細かい部分まで長い間念を入れて準備した。タイトル曲の「Shopper」はIUの長年の音楽的パートナーで、「LEON」「Twenty-three」「BBIBBI」など多数のメガヒット曲の作業に参加したイ・ジョンフンを中心に、作曲家のイ・チェギュが合流し、IUが作詞に参加した。もう1つのタイトル曲「Holssi」はイ・ジョンフン、イ・チェギュに加え、IUが作詞作曲の両方に参加して目を引いた。
IUは全曲に単独で作詞家として参加し、音楽界が注目する実力派ミュージシャンのホン・ソジン、ソ・ドンファン、ジェフィ、キム・ヒウォンが合流。「Shh..」はフィーチャリングアーティストにNewJeansのヘインとRoller Coasterのボーカルでシンガーソングライターのチョ・ウォンソン、スペシャルナレーションには2013年に引退した大御所歌手パティ・キムが参加。
形態としてはI WIN ver.とU WIN ver.に加え、ワーナー・ブラザースの『ルーニー・テューンズ』シリーズで愛されているトゥイーティーとコラボしたスペシャル盤(CD)が発売された。
2024年1月24日、先行公開曲「Love wins all」をリリース。当初「Love wins」という曲名でプロモーション予定だったが、「Love Wins」は性的少数者の人権を増進するために使われてきた慣用句であり、該当スローガンの意味が薄れてしまう可能性があるという懸念点から「Love wins all」に変更された。1月19日に所属事務所のEDAMエンターテインメントは「この曲のタイトルによって、重要なメッセージがぼやけることを懸念する意見を受け入れ、様々な形で愛して生きていく全ての人を、より尊重して応援したいと思う。発売される曲に含まれたメッセージと最も反対する地点の言葉があるとすれば、それは『嫌悪』だろう。嫌悪のない世界で全ての愛が勝つことを、誰も傷つかずにこの曲の意味が伝わることを、心から願う」と説明した。

## 収録曲
| #         | タイトル                                                              | 作詞      | 作曲                             | 編曲                                       | 時間  |
| --------- | --------------------------------------------------------------------- | --------- | -------------------------------- | ------------------------------------------ | ----- |
| 1.        | 「Shopper」                                                           | IU        | イ・ジョンフン, イ・チェギュ     | イ・ジョンフン, イ・チェギュ               | 3:36  |
| 2.        | 「홀씨（→Holssi）」                                                   | IU        | イ・ジョンフン, イ・チェギュ, IU | イ・ジョンフン, イ・チェギュ               | 3:11  |
| 3.        | 「Shh..(Feat. HYEIN, チョ・ウォンソン & Special Narr. パティ・キム)」 | IU        | イ・ジョンフン, イ・チェギュ     | イ・ジョンフン, イ・チェギュ, ホン・ソジン | 3:47  |
| 4.        | 「Love wins all」                                                     | IU        | ソ・ドンファン                   | ソ・ドンファン                             | 4:31  |
| 5.        | 「관객이 될게（→I stan U）」                                          | IU        | ジェフィ、キム・ヒウォン         | ジェフィ                                   | 3:13  |
| 合計時間: | 合計時間:                                                             | 合計時間: | 合計時間:                        | 合計時間:                                  | 18:18 |

## チャート成績
サークルチャート
- 週間アルバムチャート 2024年2月18日～2月24日で3位。販売数は322,776枚[7]。
- 月間アルバムチャート 2024年2月で4位[8]。

オリコン
- オリコン週間アルバムランキング 2024年03月11日付（2024年02月26日～2024年03月03日）で28位[9]。
- オリコン週間合算アルバムランキング 2024年03月11日付（2024年02月26日～2024年03月03日）で40位[10]。換算売上ポイントは2553PT。

Billboard JAPAN
- ダウンロード・アルバム・チャート“Download Albums”2024年2月28日公開（集計期間：2024年2月19日～2月25日）で6位[11]。529DL。
- ダウンロード・アルバム（2024年2月26日～2月28日集計）で7位[12]。107DL。
- Hot Albums 2024年2月28日公開で29位[13]。

Love wins all
- MelOnで「TOP100」と「HOT100」で1位を記録。続けてgenie、Bugs！、FLO、VIBE（デイリーチャート）、YouTube music（ウィークリーチャート）、iChartの週間累積（統合順位）など音楽配信サイトのリアルタイムチャートで1位を席巻。発売から約1時間で記録したMelOn「TOP100」の1位は、2021年8月のチャート改編後、女性アーティストの中で最も速い記録である[14]。
- バーレーン、ブルネイ・ダルサラーム、カンボジア、カーボベルデ、チェコ、フィンランド、ホンジュラス、香港、インドネシア、カザフスタン、マカオ、マレーシア、マルタ、モルドバ、モンゴル、フィリピン、サウジアラビア、シンガポール、台湾、タイ、アラブ首長国連邦、ウズベキスタンなど、世界23地域のiTunesトップソングチャートで1位を獲得。
- 2024年2月3日・2月17日・2月24日のMBC「音楽中心」、2月4日・18日・25日のSBS「人気歌謡」、で1位を獲得[15][16][17][18][19][20]。
- 米国全土で放送されているK-POP専門チャートラジオ番組「K-POP Radar」のウィークリー・ファンダムチャートで、2週連続1位を獲得[21]。
- オリコン週間デジタルシングル（単曲）ランキング 2024年2月5日（2024年01月22日～2024年01月28日）で29位[22]。

## ミュージックビデオ
Love wins all
- 映画『コンクリート・ユートピア』のオム・テファ監督が演出を手掛け、BTSのVがIUの恋人役を演じた。撮影はVの入隊1週間前だった[23]。

- 2024年1月24日公開。公開からわずか1日で再生回数が1500万回を超え、総再生数は6869万回[24]。
- MV公開後、ミュージックビデオの世界観について様々な解釈や考察がされたが、EDAMエンターテインメントはオム・テファ監督から受けた解釈のガイドを公開した。
- 劇中でIUとVを追うキューブの正体は、主人公たちへの差別、日常の中にあふれる色々な差別と抑圧などを意味する。また、キーアイテムとして使われたビデオカメラのレンズは愛のフィルターを意味する。映像の中の時間的な背景は現在だが、ビデオカメラが撮られる画面の設定は廃墟になる前の世界だ。それと同時に人物の内面や外貌を超え、世の中の美しいものを見ることができる重要なアイテムだった。話せない人として設定されたIUの唇にかかった小さなチェーンは、世界とのコミュニケーションが困難な状態を意味し、左目だけでしか世の中を見ることのできない人物を演じたVは白く靄のかかったコンタクトレンズをつけた。このようなアイテムは、2人が世の中の難関を克服することが難しいことを暗示している。それでも廃墟になってしまった世の中でさらに頼り合うしかなく、それぞれ傷を負って疲れた状況の中でも最後まで勝ち抜こうとする意志を見せている。IUのウェディングドレスとVのタキシードは、愛の結実を象徴するアイテムだった。彼らはこの服を着て写真を撮って歌い、これまでの日常では実現することが出来なかったことを共に実現しながら、ちょっとだけ幸せを感じるが、結局キューブによって肉体が消滅し、服だけが残る。最後のビデオカメラの画面の中では彼らが空中に浮び上がるが、これはあらゆる抑圧と圧迫から抜け出し、自由に飛んでいけることを意味する[25]。

Holssi
- 2024年2月16日公開。総再生数は1097万回[24]。
- アメリカで撮影された。
- ワーナー・ブラザース『ルーニー・テューンズ』のトゥイーティーが登場。

Shopper
- 2024年2月20日公開。総再生数は830万回[24]。
- アメリカで撮影された。
- ヒップホップクルーDPRのDPR IANが演出を担当し、自らも出演[26]。DPRだけのスタイルとクリエイティブな世界観に集中するためにDPR CREW内部での活動を中心にしてきた彼が、ビジュアル分野に活動の領域を拡大させるため約7年ぶりに演出を手掛けた。
- IUとDPR IANは、神秘的な力を持つモノたちが、自分の主人を見つけられるように助ける義賊に扮し、ユニークなケミストリー（相手との相性）を見せた。また、キャンディーや手紙、望遠鏡などのオブジェを活用し、様々な欲望を象徴的に具現化した。まるで短編映画を観ているようなストーリーテリングでシネマティックビジュアルと編集技術を活用し、強いインパクトを与えた[27]。

Shh...
- 2024年2月23日公開。総再生数は273万回[24]。
- MV監督はYOU＆IなどのMVを手掛けたファン・スア。
- 中国の女優タン・ウェイが出演[28][29]。ティーザー公開後にタン・ウェイは自身のInstagramで「SはHの母親です。HはSの友達です。SとHの話がありました。」という投稿を行った。これは「Shh..」での役割を意味し、タン・ウェイが「H」役、IUが「S」役である。